# Primera División de Guatemala 2002-03
La Primera División de Guatemala 2002-03 fue la temporada 52 de la máxima categoría de ascenso del país.
Fue la primera temporada en la historia de la liga en nombrar a 2 equipos campeones dentro de una misma temporada, iniciando formalmente la era de los torneos cortos (la temporada pasada solo tuvo un torneo semestral).
El campeón de la temporada fue Deportivo Jalapa, tras derrotar en la final de ascenso a Universidad SC; este mismo equipo y Chimaltenango clasificaron a los partidos de promoción contra el penúltimo y antepenúltimo de la liga, respectivamente, perdiendo ambos sus series y permaneciendo en la categoría de plata.
Puerto San José y Deportivo Mictlán descendieron a la Segunda División tras terminar con el peor puntaje acumulado de sus respectivos grupos después de 36 fechas de fase regular.

## Sistema de campeonato
El campeonato se compone de dos torneos iguales: Apertura y Clausura. En cada uno de ellos, la competición se conforma de:
- Fase de clasificación
- Fase final

### Fase de clasificación
Los 20 equipos se organizan en 2 grupos de 10 equipos según proximidad geográfica. Cada equipo jugará contra sus 9 rivales de grupo a visita recíproca, totalizando 18 fechas de 10 partidos cada una.
Al finalizar esta fase, los equipos se ordenan según los puntos que hayan acumulado (3 por victoria, 1 por empate, 0 por derrota). Los 4 mejores equipos clasifican a la fase final, mientras el décimo puesto de cada grupo desciende directamente a la Segunda División.

### Fase final
Los 4 equipos mejor clasificados de cada grupo se enfrentan en llaves de eliminación directa, de tal modo que:
- 1.º del Grupo A vs 4.º del Grupo B
- 2.º del Grupo A vs 3.º del Grupo B
- 1.º del Grupo B vs 4° del Grupo A
- 2.º del Grupo B vs 3° del Grupo A

Tras finalizar estas llaves, los equipos ganadores se ordenan en una tabla según los puntos que acumularon en la fase de clasificación, de modo que las llaves semifinales sean:
- 1.º mejor clasificado vs 4.º mejor clasificado
- 2.º mejor clasificado vs 3.º mejor clasificado.

Finalmente, los dos equipos clasificados a la final se enfrentan a visita recíproca, con el equipo con más puntos acumulados de entre los dos recibiendo el partido de vuelta en casa. El equipo ganador de esta final accede a la final de ascenso.
Los ascensos se definen a través de series eliminatorias, enfrentándose a ida y vuelta el equipo campeón del Torneo Apertura y el campeón del Torneo Clausura; el ganador obtiene el ascenso, mientras el perdedor de esta serie clasifica a un partido de promoción contra el penúltimo lugar acumulado de la Liga Nacional. Un segundo partido de promoción se lleva a cabo entre el mejor equipo de la tabla acumulada y el antepenúltimo lugar acumulado de la Liga Nacional.

## Equipos participantes

### Ascensos y descensos
| Pos. | Descendidos desde la Liga Nacional 2001-02 |
| ---- | ------------------------------------------ |
| 12.° | Deportivo Jalapa                           |

| Pos. | Ascendidos a la Liga Nacional 2002-03 |
| ---- | ------------------------------------- |
| 1.º  | Juventud Retalteca                    |

| Pos. | Ascendidos desde la Segunda División 2021-22 |
| ---- | -------------------------------------------- |
| 1.º  | Xinabajul                                    |
| 2.º  | Real Motagua                                 |

| Pos. | Descendidos a la Segunda División 2022-23 |
| ---- | ----------------------------------------- |
| 19.º | Jocotán                                   |
| 20.º | Ayutla                                    |

### Información
| Grupo A                   | Grupo A                   | Grupo A                    | Grupo A   |
| Equipo                    | Ciudad                    | Estadio                    | Capacidad |
| ------------------------- | ------------------------- | -------------------------- | --------- |
| Chimaltenango             | Chimaltenango             | Municipal de Chimaltenango | 1 500     |
| Coatepeque                | Coatepeque                | Israel Barrios             | 21 000    |
| Mixco                     | Mixco                     | Santo Domingo de Guzmán    | 500       |
| Nueva Concepción          | Nueva Concepción          | José Luis Ibarra           | 2 000     |
| Puerto San José           | Puerto San José           | Vicente Arévalo            | 1 000     |
| San Pedro                 | San Pedro Sacatepéquez    | Municipal de San Pedro     | 4 000     |
| Santa Lucía Cotzumalguapa | Santa Lucía Cotzumalguapa | Ricardo Muñoz Gálvez       | 1 000     |
| Suchitepéquez             | Mazatenango               | Carlos Salazar Hijo        | 10 000    |
| Universidad de San Carlos | Ciudad de Guatemala       | Revolución                 | 5 000     |
| Xinabajul                 | Huehuetenango             | Los Cuchumatanes           | 5 000     |
| Grupo B                   |                           |                            |           |
| Equipo                    | Ciudad                    | Estadio                    | Capacidad |
| Achuapa                   | El Progreso               | Manuel Ariza               | 3 000     |
| Amatitlán                 | Amatitlán                 | Guillermo Slowing          | 8 000     |
| Carchá                    | San Pedro Carchá          | Juan Ramón Ponce Guay      | 4 400     |
| Jalapa                    | Jalapa                    | Las Flores                 | 15 000    |
| Mictlán                   | Asunción Mita             | La Asunción                | 5 000     |
| Petapa                    | San Miguel Petapa         | Julio Armando Cóbar        | 5 000     |
| Real Motagua              | Morales                   | Del Monte                  | 6 000     |
| Sacachispas               | Chiquimula                | Las Victorias              | 9 500     |
| San Benito                | San Benito                | Julián Tesucún             | 5 000     |
| Sanarate                  | Sanarate                  | Municipal de Sanarate      | 3,000     |

## Torneo Apertura

### Fase de clasificación

#### Grupo A
| Pos | Equipo                    | PJ | G  | E | P  | GF | GC | Dif. | Pts. | Clasificación |
| --- | ------------------------- | -- | -- | - | -- | -- | -- | ---- | ---- | ------------- |
| 1   | Chimaltenango             | 18 | 11 | 3 | 4  | 36 | 26 | +10  | 36   | Fase final    |
| 2   | Universidad de San Carlos | 18 | 9  | 7 | 2  | 31 | 15 | +16  | 34   | Fase final    |
| 3   | Xinabajul                 | 18 | 10 | 4 | 4  | 30 | 15 | +15  | 34   | Fase final    |
| 4   | San Pedro                 | 18 | 7  | 5 | 6  | 28 | 23 | +5   | 26   | Fase final    |
| 5   | Suchitepéquez             | 18 | 6  | 8 | 4  | 30 | 27 | +3   | 26   |               |
| 6   | Mixco                     | 18 | 5  | 6 | 7  | 24 | 25 | -1   | 21   |               |
| 7   | Santa Lucía Cotzumalguapa | 18 | 3  | 8 | 7  | 23 | 33 | -10  | 17   |               |
| 8   | Puerto San José           | 18 | 3  | 8 | 7  | 18 | 25 | -7   | 17   |               |
| 9   | Coatepeque                | 18 | 4  | 3 | 11 | 22 | 43 | -21  | 15   |               |
| 10  | Nueva Concepción          | 18 | 2  | 8 | 8  | 27 | 40 | -13  | 14   |               |

#### Grupo B
| Pos | Equipo       | PJ | G  | E | P  | GF | GC | Dif. | Pts. | Clasificación |
| --- | ------------ | -- | -- | - | -- | -- | -- | ---- | ---- | ------------- |
| 1   | Jalapa       | 18 | 12 | 2 | 4  | 46 | 20 | +26  | 38   | Fase final    |
| 2   | Achuapa      | 18 | 12 | 0 | 6  | 36 | 22 | +14  | 36   | Fase final    |
| 3   | Petapa       | 18 | 9  | 4 | 5  | 27 | 18 | +9   | 31   | Fase final    |
| 4   | Real Motagua | 18 | 8  | 3 | 7  | 28 | 21 | +7   | 27   | Fase final    |
| 5   | Sanarate     | 18 | 8  | 2 | 8  | 24 | 30 | -6   | 26   |               |
| 6   | Carchá       | 18 | 8  | 1 | 9  | 18 | 26 | -8   | 25   |               |
| 7   | San Benito   | 18 | 7  | 2 | 9  | 24 | 26 | -2   | 23   |               |
| 8   | Amatitlán    | 18 | 6  | 2 | 10 | 21 | 30 | -9   | 20   |               |
| 9   | Sacachispas  | 18 | 6  | 1 | 11 | 14 | 33 | -19  | 19   |               |
| 10  | Mictlán      | 18 | 4  | 3 | 11 | 22 | 36 | -14  | 15   |               |

### Fase final

#### Cuartos de final
| Fechas                       | Local en la ida | Global | Local en la vuelta        | Ida   | Vuelta |
| ---------------------------- | --------------- | ------ | ------------------------- | ----- | ------ |
| 20 y 23 de noviembre de 2002 | Petapa          | 3 - 4  | Universidad de San Carlos | 0 - 1 | 3 - 3  |
| 20 y 24 de noviembre de 2002 | Real Motagua    | 2 - 1  | Chimaltenango             | 2 - 1 | 0 - 0  |
| 20 y 24 de noviembre de 2002 | Xinabajul       | 2 - 3  | Achuapa                   | 1 - 1 | 1 - 2  |
| 20 y 24 de noviembre de 2002 | San Pedro       | 3 - 5  | Jalapa                    | 1 - 2 | 2 - 3  |

#### Semifinales
| Fechas             | Local en la ida | Global | Local en la vuelta        | Ida   | Vuelta |
| ------------------ | --------------- | ------ | ------------------------- | ----- | ------ |
| 1 y 7 de diciembre | Real Motagua    | 1 - 2  | Universidad de San Carlos | 1 - 1 | 0 - 1  |
| 1 y 8 de diciembre | Achuapa         | 3 - 4  | Jalapa                    | 2 - 0 | 2 - 3  |

#### Final
| Fechas               | Local en la ida           | Global | Local en la vuelta | Ida   | Vuelta |
| -------------------- | ------------------------- | ------ | ------------------ | ----- | ------ |
| 14 y 22 de diciembre | Universidad de San Carlos | 4 - 3  | Achuapa            | 1 - 1 | 3 - 2  |

|                                                   |
| Campeón - Apertura 2002 Universidad de San Carlos |
| 1° título Clasificado a la Final de Ascenso       |

## Torneo Clausura

### Fase de clasificación

#### Grupo A
| Pos | Equipo                    | PJ | G  | E | P  | GF | GC | Dif. | Pts. | Clasificación |
| --- | ------------------------- | -- | -- | - | -- | -- | -- | ---- | ---- | ------------- |
| 1   | Universidad de San Carlos | 18 | 11 | 3 | 4  | 32 | 18 | +14  | 36   | Fase final    |
| 2   | Coatepeque                | 18 | 10 | 5 | 3  | 42 | 23 | +19  | 35   | Fase final    |
| 3   | Suchitepéquez             | 18 | 9  | 5 | 4  | 38 | 14 | +24  | 32   | Fase final    |
| 4   | Chimaltenango             | 18 | 8  | 5 | 5  | 33 | 26 | +7   | 29   | Fase final    |
| 5   | Nueva Concepción          | 18 | 9  | 1 | 8  | 23 | 27 | -4   | 28   |               |
| 6   | Xinabajul                 | 18 | 5  | 7 | 6  | 21 | 19 | +2   | 22   |               |
| 7   | Mixco                     | 18 | 3  | 9 | 6  | 18 | 29 | -11  | 18   |               |
| 8   | Santa Lucía Cotzumalguapa | 18 | 4  | 5 | 9  | 20 | 33 | -13  | 17   |               |
| 9   | San Pedro                 | 18 | 4  | 4 | 10 | 18 | 38 | -20  | 16   |               |
| 10  | Puerto San José           | 18 | 4  | 2 | 12 | 20 | 38 | -18  | 14   |               |

#### Grupo B
| Pos | Equipo       | PJ | G  | E | P  | GF | GC | Dif. | Pts. | Clasificación |
| --- | ------------ | -- | -- | - | -- | -- | -- | ---- | ---- | ------------- |
| 1   | Jalapa       | 18 | 10 | 5 | 3  | 34 | 20 | +14  | 35   | Fase final    |
| 2   | Sanarate     | 18 | 10 | 2 | 6  | 40 | 29 | +11  | 32   | Fase final    |
| 3   | Carchá       | 18 | 8  | 6 | 4  | 22 | 17 | +5   | 30   | Fase final    |
| 4   | Sacachispas  | 18 | 9  | 2 | 7  | 24 | 27 | -3   | 29   | Fase final    |
| 5   | Achuapa      | 18 | 8  | 4 | 6  | 32 | 19 | +13  | 28   |               |
| 6   | Petapa       | 18 | 6  | 6 | 6  | 28 | 26 | +2   | 24   |               |
| 7   | Amatitlán    | 18 | 4  | 8 | 6  | 24 | 25 | -1   | 20   |               |
| 8   | San Benito   | 18 | 5  | 4 | 9  | 19 | 33 | -14  | 19   |               |
| 9   | Real Motagua | 18 | 5  | 3 | 10 | 19 | 28 | -9   | 18   |               |
| 10  | Mictlán      | 18 | 2  | 6 | 10 | 19 | 37 | -18  | 12   |               |